# Alcochera albicervicalis
Alcochera albicervicalis là một loài tò vò trong họ Ichneumonidae.